# سرگئی آیزنشتاین
سرگئی میخائیلویچ آیزنشتاین (به روسی: Сергей Михайлович Эйзенштейн)‏ (۲۳ ژانویه ۱۸۹۸ – ۱۱ فوریه ۱۹۴۸) کارگردان، تئوریسین سینما و از پایه‌گذاران مکتب مونتاژ اهل اتحاد جماهیر شوروی بود.

## زندگی‌نامه
او در ریگا پایتخت لتونی (در آن زمان بخشی از امپراتوری روسیه در استان لیوونی) به دنیا آمد. پدرش - میخائیل اسیپوویچ آیزنشتاین - پدری آلمانی‌تبار (پدر او اسیپ آیزنشتاین، یک یهودی آلمانیِ به مسیحیت گرویده بود) و مادری سوئدی‌تبار داشت. مادرش - یولیا ایوانوا کنتسکایا - از یک خانوادهٔ مسیحی ارتدکس روس بود. پدرش سرمعمار شهر ریگا بود. او در ۷ سالگی به همراه مادرش به پترزبورگ آمد. تنها فرزند خانواده بود و تنها همدمش در دوران کودکی زنی بود که از او پرستاری می‌کرد. در ۶ سالگی و در سفری که با پدر و مادرش به پاریس داشت برای اولین بار با سینما آشنا شد. از همان کودکی به نقاشی علاقه زیاد داشت و تا پایان عمر هم این علاقه از بین نرفت. در ۱۱ سالگی پدر و مادرش از هم جدا شدند، مادرش پترزبورگ را ترک کرد و او توسط بستگان پدرش بزرگ شد. در ۱۹۱۵ (۱۷ سالگی) به خواست پدرش به انستیتو مهندسی عمران شهر پتروگراد وارد شد تا شغل پدرش را پیش بگیرد اما در طی دوران تحصیل ساعات فراوانی را در سالن تئاتر و سینما گذراند.

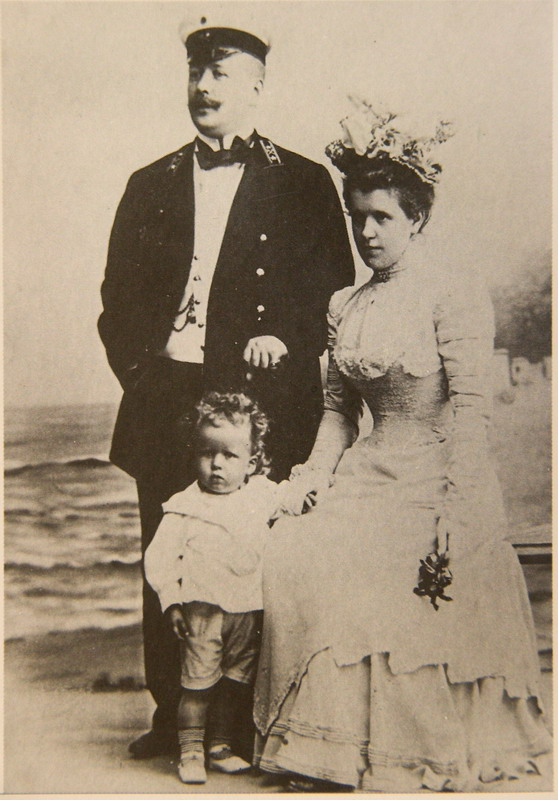
سرگئی آیزنشتاین به همراه پدر و مادرش سال ۱۹۰۰

چنان‌که خود او می‌گوید «اگر انقلاب اکتبر نبود نمی‌توانستم آن سنتی را که مرا وامی‌داشت شغل پدرم را ادامه دهم بشکنم. مایه و توانایی شکستن این سنت در من وجود داشت اما فقط انقلاب به من این آزادی را داد که سرنوشتم را به دستان خودم بگیرم». پس از ۱۹۱۷ آیزنشتاین در ارتش سرخ داوطلب شده و به عنوان تکنیسین به خدمت واحد مهندسی درآمد. به زودی استعدادهای هنری او شناخته شد و آیزنشتاین به واحد تئاتر بخش سیاسی جبهه غرب فرستاده شد در آنجا به طراحی واگن‌های قطار تبلیغاتی و آثار تئاتری آماتوری مشغول شد. پس از ۱۹۲۰ و پایان جنگ داخلی، آیزنشتاین از ارتش خارج شده و کارش را را در جنبش تئاتر پیشرو پی گرفت. او بر این عقیده بود که آنچه مردم و انقلاب از تئاتر می‌خواهند آن چیزی است که در نمایش‌های سنتی یافت می‌شود یعنی در سیرک. او می‌خواست که تئاتر «مونتاژی (ملغمه‌ای) از جذابیت ها باشد و پیوسته تماشاگر را شوکه کند.» نمایش در هر مرد خردمند به قدر کفایت سادگی هست؟ که در ۱۹۲۳ در تور نمایشی آیزنشتاین به اجرا درآمد بازیگرانش تعداد زیادی آکروباتیست، و بندباز و دلقک بودند. اما به زودی از امکاناتی که تئاتر در اختیارش می‌گذاشت سرخورده شد و راه سینما را در پیش گرفت.
وی هدفش را در سینما خلق «هنری انقلابی بدون مصالحه» و «وارد کردن ضربات پی در پی بر آگاهی و احساسات تماشاگر عنوان می‌کند.» آیزنشتاین فیلم «اعتصاب» اولین فیلم بلند خود را در ۱۹۲۴ ساخت. این فیلم از سوی روزنامه پراوادا «اولین اثر انقلابی سینمای ما» توصیف شد. یکی از خصوصیات بارز فیلم اعتصاب و در ضمن از خصوصیات منحصربه‌فرد سینمای آیزنشتاین این است که او به جای روایت کردن ماجرای قهرمانهای فردی، سبک و سیاقی که چه در آن زمان و چه همین حالا بر سینما مسلط است، تلاش داشت تا با شخصیت‌های تیپیک و قهرمانان جمعی کار کند و این در هماهنگی کامل با مضمون فیلمهای او یعنی رخدادهای تاریخ انقلاب روسیه بود. اما در ضمن او به دنبال شیوه‌های جدیدی برای فیلمبرداری و تدوین فیلم بود.

تئوری مونتاژ او که اهمیت و شهرت جهانی یافت محصول همین تلاش هاست. او می‌گفت: 
«برای من مونتاژ صرفاً به هم چسباندن صحنه‌های فیلمبرداری شده متوالی نیست بلکه همجوار کردن دو صحنه مستقل از هم است تا به این ترتیب معنای جدیدی از مجموع دو صحنه در ذهن بیننده حاصل شود»
او این ایده را از شیوه خط‌نویسی ژاپنی و زمانی که به خاطر علاقه‌مندی به تئاتر ژاپن مشغول یادگیری زبان ژاپنی بود الهام گرفته بود. در خط‌نویسی ژاپنی وقتی نشانه گرافیکی «چاقو» در ترکیب با نشانه گرافیکی «قلب» قرار می‌گیرد، نشانه گرافیکی جدیدی ساخته می‌شود که منظور از آن «اضطراب» است. او در سال ۱۹۲۵ فیلم رزمناو پوتمکین را ساخت که شهرت جهانی پیدا کرد. 
در ۱۹۲۷ فیلم اکتبر را به مناسبت دهمین سالگرد انقلاب ساخت. در این فیلم آیزنشتاین توانسته‌است با تکنیک خاص خود در مونتاژ از ترکیب نمایش مبارزات جمعی کارگران و صحنه‌های پرتحرک زد و خورد و تظاهرات با اشیا و عناصر نمادین مثل مجسمه ناپلئون، صلیب، … یک شاهکار بسازد. وی پیش از ساخت این فیلم بارها و بارها فیلم تعصب گریفیث فیلمساز آمریکایی را تماشا کرد، کسی که علاقه‌مندی آیزنشتاین به سینما با تماشای آثار او آغاز شد. اما نمایش فیلم انتقادات فراوانی به دنبال داشت. جو انقلابی در حال شکسته شدن بود.
پیش از آغاز نمایش فیلم تروتسکی از قدرت کنار گذاشته شد و بسیاری از ارجاعات به او در فیلم اجباراً حذف شد. به فیلم ایراد گرفته شد که روشنفکرانه‌است. فیلم بعدی او که به اجبار تغییر نام داده شده و کهنه و نو نام گرفت دربارهٔ سیاست‌های کشاورزی روسیه شوروی بود و با سانسور زیاد مواجه شد.

### سفر به اروپا و آمریکا
در سال ۱۹۲۸ سفری در چند کشور اروپایی داشت و از آنجا به آمریکا مسافرت کرد و با چاپلین و والت دیسنی آشنا شده و تحت تأثیر آثار والت دیسنی قرار گرفت. امیدوار بود که در آمریکا بتواند در فضای آزادتری کار فیلمسازی‌اش را ادامه دهد و تجربه‌ای از سینمای ناطق کسب کند. اما فیلمنامه‌هایی که برای شرکت آمریکایی پارامونت نوشت پذیرفته نشد و در کار در آمریکا شکست خورد. در همان زمان از سوی همسر «آپتن سینکلر» رمان‌نویس آمریکایی حمایت شد تا فیلمی در مکزیک بسازد. او طرح مفصلی برای این فیلم که «زنده باد مکزیک» نام گرفت تهیه کرد. اما فیلمبرداری به جای ۴ ماه ۱۳ ماه به طول انجامید و به همین خاطر کار نیمه تمام متوقف شده و کار تدوین فیلم هم بدون آیزنشتاین انجام گرفت. آیزنشتاین روحیه خود را باخت چون انتظار نداشت طرحی که به قول خودش پرشورترین طرح زندگی اش بود به چنین سرانجامی بینجامد.

### بازگشت به شوروی
او در اواخر ۱۹۳۲ به شوروی بازگشت، اما بازگشت به شوروی از مشکلاتش کم نکرد. مقامات به دلیل غیبت طولانی اش با بدگمانی با او برخورد می‌کردند و سه سال طول کشید تا بالاخره با طرحی از او برای تبدیل به فیلم موافقت کنند. ایده او روایتی تاریخی از ساخته شدن شهر مسکو و تکامل و توسعه آن بود، اما این طرح هم به سرانجام نرسید. در این مدت بیشتر وقت خود را به تدریس سینما می‌گذراند. بوریس کیمیاگرف کارگردان شهیر تاجیکستانی از شاگردان و پیروان سبک او است. در ۱۹۳۶ توانست ساخت فیلم «بژین مدوف» اولین فیلم صامت خود را آغاز کند. این فیلم دربارهٔ گروهی از جوانان پیشگام بود که از یک مزرعه اشتراکی در مقابل گولاک‌ها (دهقان‌های ثروتمند) دفاع می‌کردند. آیزنشتاین از این زمینه برای نشان دادن درگیری میان یک پسر جوان و پدرش استفاده کرد که ملهم از احساسات و افکار خودش نسبت به پدرش بود. در انتهای فیلم پسر توسط پدر به قتل می‌رسد؛ اما فیلم توسط مقامات دستکاری و تخریب شد چون سیاست آن‌ها تغییر کرده و آن‌ها خواستار نگرش دیگری به مزارع جمعی بودند. حاصل دو سال کار آیزنشتاین از دست رفت و او دوباره به تدریس و نقاشی بازگشت.
فیلم بعدی او الکساندر نوسکی (۱۹۳۸) روایتی تاریخی از مقاومت مردم روسیه در مقابل متجاوزین «توتون» بود و به وضوح پیش نشانه‌ای از خطر کشورگشایی آلمان فاشیستی تلقی شده و تحسین شد، اما به خاطر توافق‌نامه‌ای که کمی بعد میان استالین و هیتلر منعقد شد، این فیلم هم به محاق رفت تا آنکه بار دیگر با آغاز جنگ جهانی دوم و تجاوز آلمان نازی به روسیه شوروی اجازه پخش پیدا کرد.

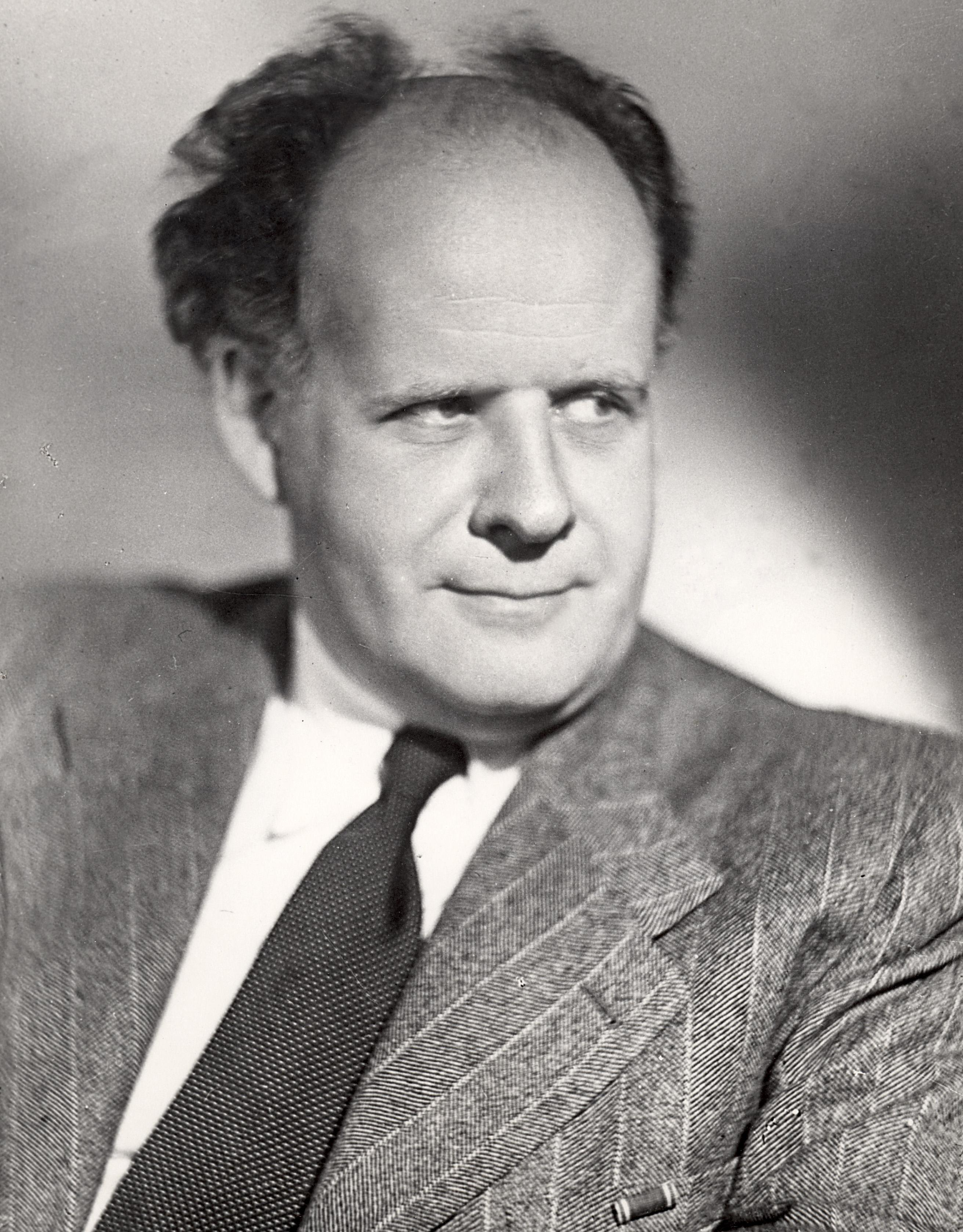
سرگئی آیزنشتاین - ۱۹۳۵

### سه‌گانه ایوان
آخرین پروژه سینمایی آیزنشتاین، «ایوان مخوف»، یک پروژه سه قسمتی بود. قسمت اول فیلم در ۱۹۴۴ نمایش داده شد و مورد تحسین استالین قرار گرفته و جایزه استالین را در سال ۱۹۴۶ نصیب آیزنشتاین کرد چون با نگرش استالین به تاریخ روسیه مطابقت داشت. اما قسمت دوم آن (۱۹۴۶) تا سال‌ها پس از مرگ آیزنشتاین اجازه پخش پیدا نکرد. ظاهراً استالین در قسمت اول فیلم با شخصیت ایوان مخوف همذات پنداری کرده اما قسمت دوم انتظارات او را برآورده نمی‌کرد. آیزنشتاین در دفترچه شرحی از ملاقاتی که در پی ایرادات استالین به قسمت دوم فیلم در کرملین انجام شد ارائه کرده‌است. یکی از شاگردان آیزنشتاین می‌گوید که وی خطر کرده و در قسمت دوم فیلم تصویری از زوال حکومت استالین ارائه کرده بود که ممکن بود در آن زمان به قیمت جانش تمام شود. در پی ممنوعیت پخش قسمت دوم فیلم، صحنه‌های فیلمبرداری شده قسمت سوم نیز از بین رفت. 
در این دوران آیزنشتاین به مکتوب کردن نظرات سینمایی و نیز خاطراتش پرداخت. حاصل آن چهار کتاب «شکل سینما»، «معنای سینما»، «یادداشت‌های یک کارگردان فیلم» و «خاطرات فناناپذیر» است. کار بر روی این آثار با چند بار سکته قلبی همزمان شد که باعث شد او به کارش سرعت بیشتری دهد. در ۱۹۴۸ پس از یک سکته قلبی در ۵۰ سالگی درگذشت. صبح روز ۱۱ فوریه ۱۹۴۸ جنازه بی جان او نقش بر زمین در آپارتمانش در مسکو یافته شد. جنازهٔ او در روز ۱۳ فوریه ۱۹۴۸ سوزانده شد و خاکسترش در گورستان یخ‌بستهٔ نوودویچی در مسکو خاکسپاری شد.

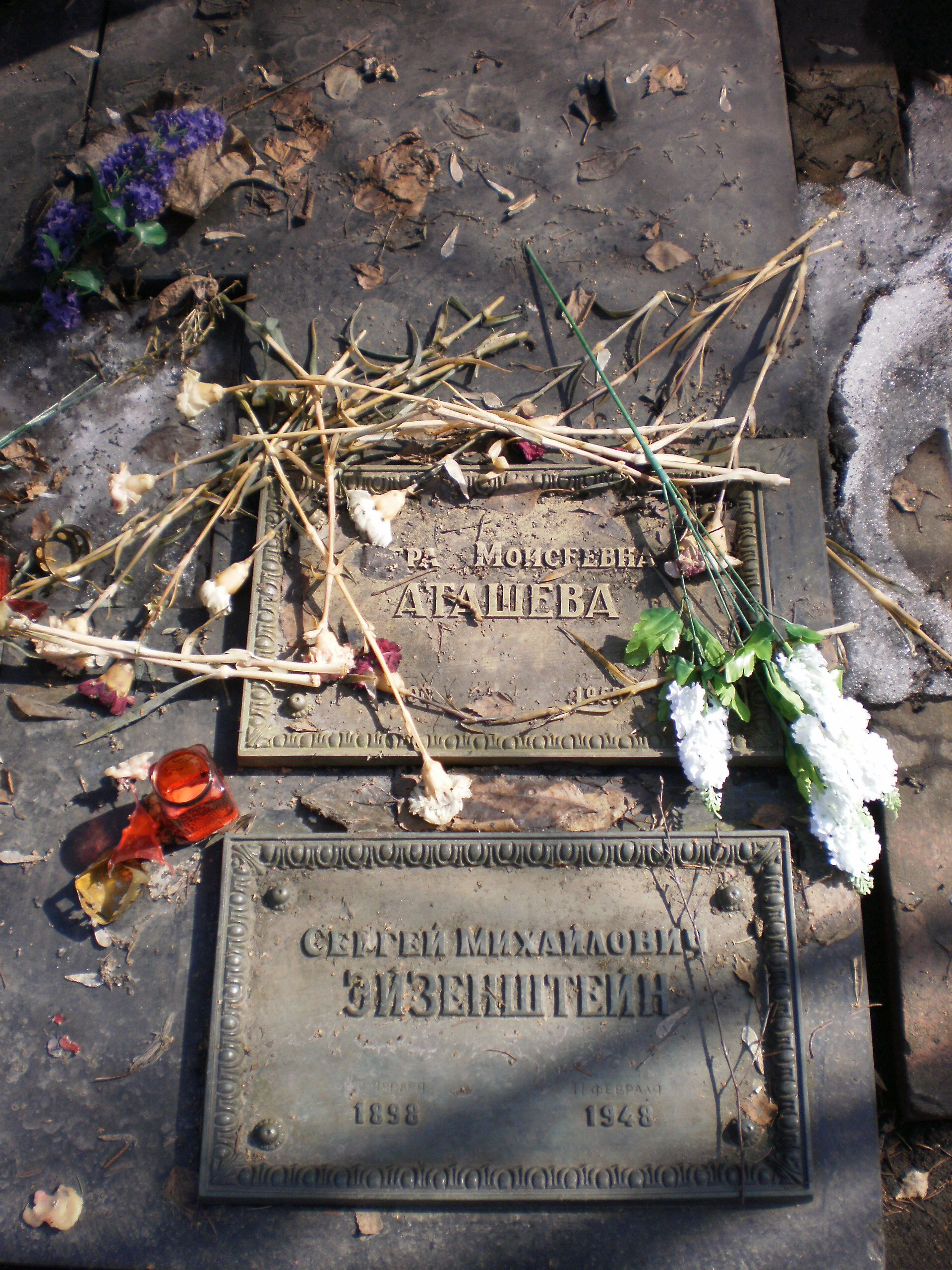
مدفن آیزنشتاین در گورستان نوودویچی

## فیلم‌شناسی
- اعتصاب (۱۹۲۵)
- رزمناو پوتمکین (۱۹۲۵)
- اکتبر: ده روزی که دنیا را تکان داد (۱۹۲۸)
- خط مشی عمومی (کهنه و نو) (۱۹۲۹)
- الکساندر نوسکی (۱۹۳۸)
- ایوان مخوف (۱۹۴۴)